# Carmen Verdaguer
Carmen Verdaguer Coll (1861-siglo XX) fue una profesora, taquígrafa y escritora española.

## Biografía
Nacida en 1861 en la localidad gerundense de Llagostera, fue profesora superior y socia de la Academia de taquigrafía de Barcelona. Fue premiada por la Sociedad Económica de Amigos del País y por el conservatorio del Liceo. Profesora de taquigrafía y literatura de la Academia de ciencias, artes y oficios, publicó varias poesías en El Diario de Tortosa. En la Academia de taquigrafía de Barcelona leyó un estudio sobre el Estado actual de la taquigrafía en España y fue autora de una Historia universal de la taquigrafía. Fue socia de número de la Academia taquigráfica de Barcelona desde 1881.